# Municipalité de Ljubljana
La municipalité de Ljubljana (slovène : Mestna občina Ljubljana, littéralement cité municipalité de Ljubljana, acronyme MOL) est l'une des 11 communes slovènes qui ont un statut urbain. Zoran Janković en est le maire depuis 2015.

## Districts
La municipalité compte 17 districts : Bežigrad (1), Črnuče (3), le Centre (2), Dravlje (4), Golovec (5), Jarše (6), Moste (7), Polje (8), Posavje (9), Rožnik (10), Rudnik (11), Sostro (12), Šentvid (13), Šiška (14), Šmarna Gora (15), Trnovo (16), Vič (17).
Ils sont représentés par des conseillers de district (slovène : svet četrtne skupnosti ou slovène : četrtni svet)

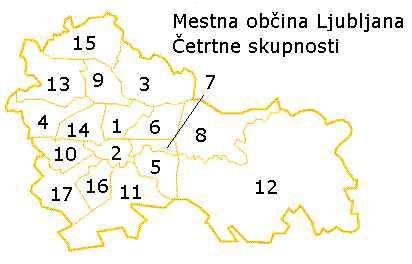

## Localités
La municipalité de Ljubljana inclut aussi les localités suivantes :
- Besnica
- Brezje pri Lipoglavu
- Dolgo Brdo
- Dvor
- Češnjica
- Črna Vas
- Gabrje pri Jančah
- Janče
- Javor
- Lipe
- Mali Lipoglav
- Mali Vrh pri Prežganju
- Malo Trebeljevo
- Medno
- Pance, Ljubljana
- Podgrad
- Podlipoglav
- Podmolnik
- Prežganje
- Ravno Brdo
- Rašica
- Repče
- Sadinja Vas
- Selo pri Pancah
- Spodnje Gameljne
- Srednje Gameljne
- Stanežiče
- Šentpavel
- Toško Čelo
- Tuji Grm
- Veliki Lipoglav
- Veliko Trebeljevo
- Vnajnarje
- Volavlje
- Zagradišče
- Zgornja Besnica
- Zgornje Gameljne

## Anciens maires
- 1995 à 1997 : Dimitrij Rupel